# The Heart of the King's Jester
The Heart of the King's Jester è un cortometraggio muto del 1912 diretto da William Humphrey:

## Produzione
Il film fu prodotto dalla Vitagraph Company of America.

## Distribuzione
Distribuito dalla General Film Company, il film - un cortometraggio in una bobina - uscì nelle sale cinematografiche statunitensi il 3 gennaio 1912.